# 聖鬥士星矢 LEGEND of SANCTUARY
《聖鬥士星矢 LEGEND of SANCTUARY》（日語：聖闘士星矢 LEGEND of SANCTUARY）是一部由东映动画出品，佐藤敬一执导，铃木智寻编剧并于2014年上映的日本CG动画电影。这是第六部圣斗士星矢系列电影，也是系列中首部全CG动画。影片于2014年6月11日在安錫國際動畫影展上首映，并于2014年6月21日在日本上映。
而根據據原作者車田正美所說，本作在設定和設定上都刻意偏向漫畫原作的設定；而為了打破過去無法達到的表現效果，所以本作才決定採用全CG製作。而製作本作的最大目的則是希望能吸引更多人接觸原作，並使新舊的支持者能聯繫起來。

## 剧情
影片讲述了城户沙织（佐佐木彩夏配音）一个为自己所拥有的神秘力量而困惑的女孩，被天馬座圣斗士星矢（石川界人配音）从一个被派来杀死她的刺客手中救下。沙织随后得知她是女神雅典娜的转世，而星矢则是她的八十八个圣斗士之一，她的使命是前往圣域并向教皇发动战争。
为了从即将到来的死亡拯救他们的女神雅典娜，星矢和他的青铜圣斗士伙伴天龙座紫龙、凤凰座一辉、白鸟座冰河、仙女座瞬一起，必须在十二个小时内穿越圣域的十二宫圣殿。他们必须面对由十二个黄金圣斗士分别守护每个圣殿。

## 概述
本片的日语配音由日本美少女组合“桃色幸运草”成员佐佐木彩夏和曾为《翠星之加尔刚蒂亚》、《金色时光》中的角色配音的石川界人，曾为《哈利波特》系列中的主人公哈利作日语配音的小野賢章，曾为《眼镜部》中的角色配音的赤羽根健治，曾为《青之除魔师》中的角色配音的岡本信彥以及曾为《飙速宅男》中的角色配音的野島健兒等配音演员为主角们配音。内容以原作中的《圣域十二宫篇》为基础作改编。
本片是自2004年上映的电影《聖鬥士星矢 天界篇 序奏～overture～》后时隔十年再次上映的圣斗士星矢系列全新剧场版动画，同时也是漫画原作者车田正美出道40周年纪念作品。

## 制作
影片《圣域传说》由曾执导过龙之子40周年纪念动画《鴉 -KARAS-》并曾执导过动画片《TIGER & BUNNY》以及真人版电影《黑执事》的佐藤敬一执导，同样参与过《TIGER & BUNNY》制作的铃木智寻负责编剧，原著作者车田正美不光统筹指挥整部作品计划，更亲自定下标题。
影片讲述了城户沙织（佐佐木彩夏配音）——一个为自己所拥有的神秘力量而困惑的女孩，被天馬座圣斗士星矢（石川界人配音）从一个被派来杀死她的刺客手中救下。沙织随后得知她是女神雅典娜的转世，而星矢则是她的88个圣斗士之一，她的使命是前往圣域并向教皇发动战争。为了从即将到来的死亡威胁下拯救他们的女神雅典娜，星矢和他的青铜圣斗士伙伴天龙座紫龙、凤凰座一辉、白鸟座冰河、室女座瞬一起，必须在十二个小时内穿越圣域的十二宫圣殿。他们必须面对由十二个黄金圣斗士分别守护每个圣殿。
《圣域传说》是导演佐藤的第一部CGI的作品，他认为这是一个挑战。影片将故事的背景放在了现代，人物设计风格与车田正美的画风不同，在某些时候CGI的质感被设计的风格类似视频游戏， 而在某些时候则类似电影风格。除了CGI，人物造型都依稀基于佐藤的想法。原作漫画的作者车田正美担任影片的电影监制。佐藤认为，通过与车田的共同工作， 他们将避免删除“原作漫画的灵魂” 。佐藤还希望CGI来可以给主角们带来经由他们各自的个性所产生的面部表情。他表示因为不是机器人动画，所以尽量避免画面造成类似机器的感觉，并说是以 “在电视上绝对没办法看得到的表现方式以120%的心血作成的映像”。为了突出角色们的充满活力，而在制作中使用了模型制作而不采用真人动作捕捉，以传统动画般的“手工制作”的方式来完成CG动画制作。
在日语配音演员阵容方面，主角青铜圣斗士们没有采用《聖鬥士星矢》、《聖鬥士星矢Ω》中的古谷徹等人以及OVA系列中的森田成一等人，而是启用了新的配音，而黄金圣斗士们则由宮本充、小山力也、山寺宏一等担纲。石川界人饰演的天馬座 星矢是个抱持着自己的信仰、意志非常坚定的男孩。石川提到他很高兴被分配到这个角色。佐佐木彩夏饰演城户沙织，她是女神雅典娜的转世，但不知自己的出身和使命。小野賢章饰演白鸟座 冰河，他是一个内敛而不露声色，但充满激情的青铜圣斗士。赤羽根健治饰演天龙座 紫龙，平静和周到愿意为别人冒着生命危险的青铜圣斗士。赤羽根将这个角色塑造成既“酷”又“严肃”的样子。岡本信彥饰演仙女座 瞬，一个温柔善良不喜欢伤害他的敌人的青铜圣斗士。冈本指出，他在演绎时必须表现出阳刚之气。野島健兒饰演凤凰座 一辉，一个独来独往的青铜圣斗士。宮本充饰演白羊座 穆，平静而又现实的白羊座黄金圣斗士不喜欢战斗。小山力也饰演金牛座 阿鲁迪巴，金牛座黄金圣斗士耿直健谈。山寺宏一饰演雙子座 撒加，一个拥有一颗同时兼具野心和骄傲的纯粹的心的人。平田廣明饰演巨蟹座 迪斯马斯克，一个嗜血成性的邪恶的人。井上剛饰演獅子座 艾欧利亚，对自己的使命充满激情的最年轻黄金圣斗士。真殿光昭饰演處女座 沙加，他被认为是佛的转世，有深刻的洞察力。真殿对这个角色很满意，并由此成为圣斗士星矢爱好者。浅野真澄饰演天蠍座 米羅，一个聪明的人，并荣幸自己成为雅典娜的圣斗士。浅野说在演绎米罗这个角色时给予了很大的自由空间。森川智之饰演射手座 艾俄洛斯，已故的射手座黄金圣斗士，在被视为叛徒之后失去了性命。川田紳司饰演摩羯座 修羅，一个喜欢战斗的积极的人。浪川大輔饰演水瓶座 卡妙，看似冷酷无情实则十分和善的人。桐本琢也饰演雙魚座 阿布羅狄，用玫瑰战斗的美男子，桐本表示很荣幸能饰演这个角色。

## 宣傳詞
- 「星矢传说，亦始于此[36]」
- 「SAVE YOUR ATHENA[37]」
- 「你是否也感受到自己的小宇宙呢？[37]」
- 「燃燒吧，小宇宙！[37]」
- 「這就是新世紀的星矢傳說！[37]」
- 「星矢傳說，亦始於此―。超越十年之時，聖域十二宮篇在屏幕復活！[37]」

## 製作人員
- 原作、製作總指揮：車田正美
- 導演：佐藤敬一
- 劇本：鈴木智尋
- 音樂：池賴廣
- 人物設計：宮本浩史
- 新黄金聖衣設計：安藤賢司
- CG總監、段落總監：佐藤榮
- 美術設計：佐藤肇
- 分鏡：地岡公俊、寺岡巌、小林寛
- 製作協力：東映
- 製作：『聖鬥士星矢 LEGEND of SANCTUARY』製作委員會（東映動畫、萬代南夢宮、萬代、三洋物產、NEXTWING、東映、木下工務店、東映錄影、旭通廣告）

## 主題歌
「Hero（Yoshiki Classical Version）」
作詞・作曲：YOSHIKI（X JAPAN）／歌：YOSHIKI feat. Katie Fizgerrald from Violet UK

### 音乐
影片的配乐由池赖广完成，配乐专辑于2014年6月18日发售。曾是日本视觉摇滚乐团X JAPAN队长的Yoshiki创作了电影的主题曲《Hero (Yoshiki Classical Version)》（英雄（Yoshiki经典版））。这首歌脱离了日本动漫歌曲固有的限制，以英语填词。在曲中，由Yoshiki负责钢琴演奏，Yoshiki另一支乐队Violet UK中的主唱凯蒂·菲茨杰拉德负责演唱。在看完电影制作这首歌之前，Yoshiki就盛赞这部影片场面宏大、效果惊人惊人；在得知什么样的歌曲更符合电影的愿景后，他最终决定写一首叙事歌谣。他称这首歌“以冲击心灵的优美旋律承载着英雄的主题”。他在他的“#Yoshiki Classical World Tour”世界巡回演唱会的第一站期间首次推出这首歌曲。Yoshiki表示，作为原版圣斗士星矢动画的爱好者，他为能创作并演奏这支主题曲而感到十分荣幸。

## 宣传
为庆祝圣斗士星矢系列动画25周年，以“车田正美 Project”为题的《圣域传说》制作计划最初是在2011年2月由东映动画透露。这部电影的标题和故事，最早在2013年10月被披露，而第一张海报2013年12月出现在电影的官方网站上，五位主角环绕着雅典娜，背景的英 文是“SAVE YOUR ATHENA”（拯救你的雅典娜），中间还有一行小字“你曾感受过小宇宙吗”。 2014年3月10日，影片制作方又公开了一张海报，画面中央是身着射手座黄金圣衣的星矢和雅典娜的化身城户沙织以及其他4名青铜圣斗士，背景是教皇和 12位黄金圣斗士中的10位。影片首款预告片2014年3月出现在官方网站上，在预告片中公开了包括阿鲁迪巴（金牛座）、艾奥利亚（狮子座）、穆（白羊座） 以及沙迦（处女座）在内的12位黄金圣斗士，预告片中说：“星矢传说从这里开始”。继公布了配音阵容后，影片的官方网站又更新了一个新的视觉海报，为担纲主角的星矢穿射手座的黄金圣衣，标语写道，“燃烧吧，小宇宙。”2014年4月漫画娜塔莉推出了一个新的海报。2014年春季日本黄金周假期期间，影片的“黄金海报”将张贴在遍及日本全境的40座JR的主要火车站，海报以黄金色的原作《圣域十二宫篇》漫画经典场面为背景，五名主角围绕着雅典娜。原计划“黄金海报”展出一周时间，但由于反响良好，于是主办方配合影片上映于东京都内个主要站点展出。2014年6月16日，制作方公布了又一段预告片，画面中出现了雅典娜遭利箭穿胸的场景，预告片配合主题曲《Hero (Yoshiki Classic Version)》被发布。 2014年6月28日，官方又发布了一支预告片，包括处女座、天蝎座、山羊座在内的多名黄金圣斗士均出现在预告片中，片中还出现了雅典娜以神力治疗受伤的冰河以及带唇环的狮子座艾欧里亚。

## 发行
这部影片在2014年6月21日公开上映。购买预售票的影迷可以参加特别的谈话活动。剧组成员2014年5月31日出现在东京的讲座活动上，随后于6月1日在名古屋和大阪出席了类似的活动。另一场讲座在2014年6月19日举行，是关于人物建模、动画、照明等相关信息。2014年6月11日在安錫國際動畫影展上首映。影片DVD于2014年12月5日发售。
为了推动影片在日本市场的宣传，速食连锁店乐天利餐厅与电影制作方合作，2014年6月5日起为其全土豆菜单新增了一个特制版联合菜单——一个被设计看起来像是圣斗士圣衣箱的容器，随机附赠一个剧中五位主人公（天马座星矢，天龙座紫龙，白鸟座冰河，室女座瞬以及凤凰座一辉）造型的手机耳机插孔吊饰。顾客也可以参加全国性的抽奖来赢取限量版射手座星矢表带、石川界人签名版的《圣域传说》海报，或者一个特制的剧场小册子。
2014年5月23日电影制作方宣布同手机游戏《龍族拼圖》进行联动活动，活动最终于6月23日展开。

## 评价
这部电影在日本的首周票房达8200多万日元，名列第五，但评论不佳，日本雅虎电影频道给出2.91分（满分5分），不少爱好者表示有负期待。第二周影片以¥38,000,000位居第八，第三周则跌至第12名，并最终收获¥24,000,000票房。而在中国市场则收获了人民币37,900,000元票房。

## 脚注